# Ретиций Августодунский
Ретиций Августодунский (Ретиций Отёнский; фр. Rhétice d'Autun; лат. Rheticius; IV век) — христианский святой, «один из отцов церкви»; согласно статье в британской «Католической энциклопедии», может считаться первым епископом Августодуна.
Известно, что он был галло-римлянином, оставил несколько духовных трудов и был епископом в период приблизительно с 310 по 334 годы. В период правления Константина I в 313 году участвовал в синоде в Риме и в 314 году — в синоде в Арле, где избирался судьёй в богословских диспутах с донатистами. Составил обширный трактат против ереси Новациана, но от этого произведения ничего не сохранилось.
Ретиция Августодунского в своих трудах упоминают Григорий Турский (положительно) и Иероним Стридонский (даёт неодобрительный отзыв о нём в «De Viris Illustribus» о комментарии последнего к «Песни песней»). На должности епископа Августодуна (современный Отён) его сменил Кассиан (фр. Cassien d'Autun), также почитаемый христианской церковью как святой. День памяти в католической церкви — 15 мая.